# Bertrand Mandico
Bertrand Mandico (Tolosa, 12 marzo 1971) è un regista e sceneggiatore francese.

## Biografia
Laureatosi all'accademia di animazione Gobelins, è stato autore di cortometraggi, mediometraggi e saggi sperimentali, toccando numerosi generi. I suoi film sono spesso interessati alla fluidità del corpo e del genere e incorporano foto ed elementi scritti. Nel 2012 ha firmato assieme alla regista islandese Katrín Ólafsdóttir un Manifesto dell'incoerenza dove si dichiara che: «essere incoerenti significa avere fiducia nel cinema, un approccio romantico, non formattato, libero, straniato e onirico, cinegenico, dalla narrazione epica».
È il compagno dell'attrice statunitense Elina Löwensohn, che ha diretto più volte.
Il suo lungometraggio d'esordio, Les Garçons sauvages, ha ricevuto il Premio Louis-Delluc per la migliore opera prima ed è stato scelto dai Cahiers du cinéma come miglior film del 2018.

## Filmografia

### Regista e sceneggiatore

#### Cortometraggi
- Le Cavalier bleu (1998)
- C'était le chien d'Eddy (2003)
- Essai 135 (2007)
- Il dit qu'il est mort... (2008)
- Lif og daudi Henry Darger (2010)
- La Résurrection des natures mortes (Living Still Life) (2012)
- Prehistoric Cabaret (2014)
- In Death I Softly Sing, regia di Katrín Ólafsdóttir (2014) - solo sceneggiatore
- Salammbô (2014)
- Souvenirs d'un montreur de seins (2014)
- Y a-t-il une vierge encore vivante? (2015)
- Depressive Cop (2016)
- Odile dans la vallée (2017)
- The Return of Tragedy (2020)
- Féminisme, rafale et politique (2020)
- Dead Flash (2021)
- Rien ne sera plus comme avant, regia di Elina Löwensohn (2022) - solo sceneggiatore
- The Last Cartoon - Nonsense, Optimistic, Pessimistic (2023)
- Rainer, a Vicious Dog in a Skull Valley (2023)
- Nous les Barbares (2023)
- L'Emission a déjà commencé (2023)
- Petrouchka (2024)

#### Mediometraggi
- Boro in the Box (2011)
- Notre-Dame des hormones (2015)
- Ultra Pulpe (2018)

#### Lungometraggi
- Les Garçons sauvages (2017)
- After Blue (Paradis sale) (2021)
- Conann (2023)
- Dragon Dilatation (2024)
- La Déviante Comédie (2024)

#### Videoclip
- Niemand – Kompromat (2019)
- Temple of Sorrow – M83 (2019)
- Lune de fiel – M83 (2019)
- Feelings – M83 (2019)

### Attore
- Un couteau dans le cœur, regia di Yann Gonzalez (2018)

## Riconoscimenti
- Premio Louis-Delluc per la migliore opera prima per Les Garçons sauvages
- Sitges - Festival internazionale del cinema fantastico della Catalogna
  - 2021 - Premio speciale della giuria per After Blue (Paradis sale)